# توفند ایزابل

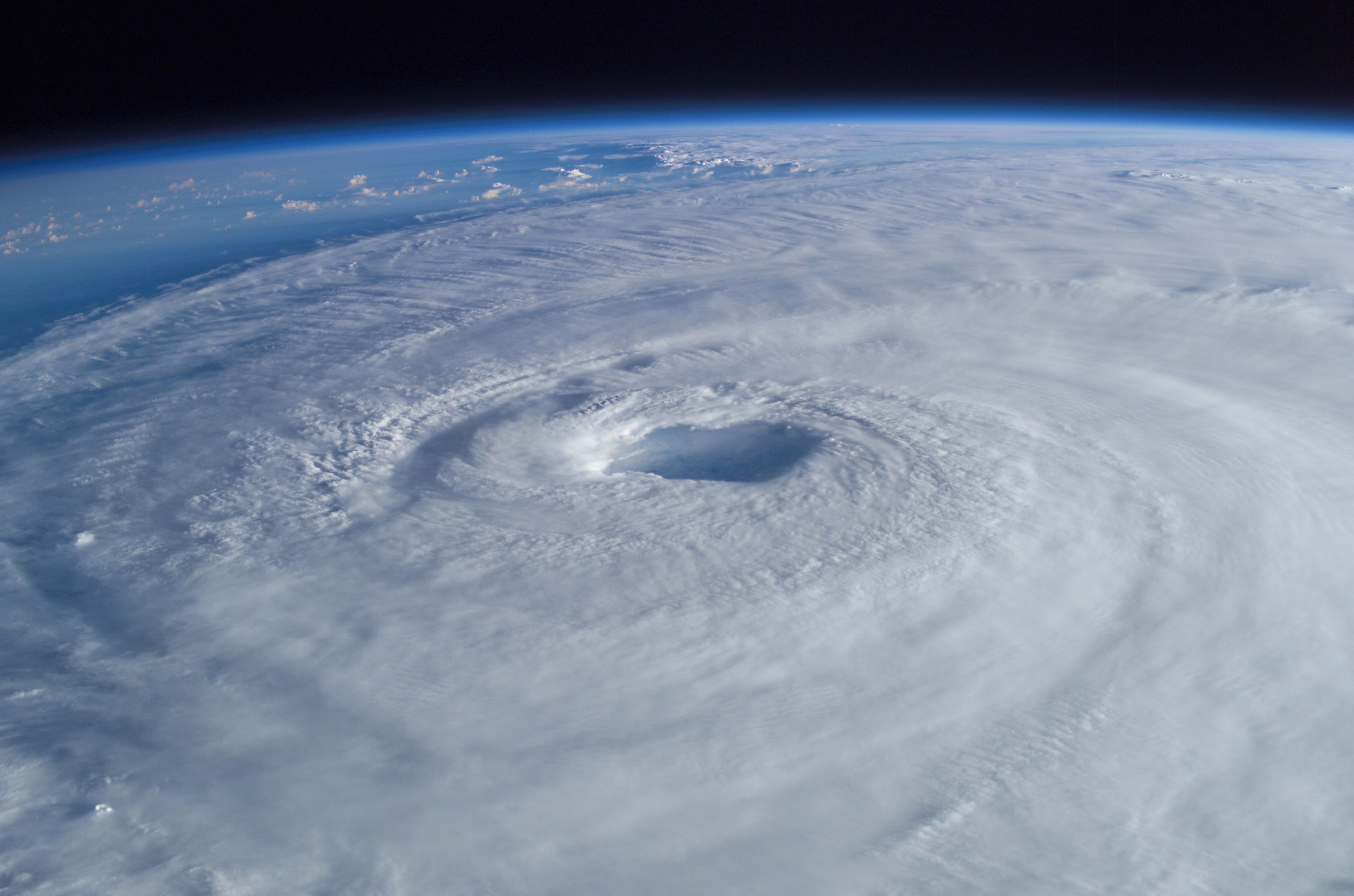
تصویری از توفند ایزابل

توفند ایزابل (به انگلیسی: Hurricane Isabel) مرگبارترین توفند در سال ۲۰۰۳ بود. این گردباد در ۶ سپتامبر ۲۰۰۳ بر روی اقیانوس آتلانتیک شکل گرفت. و به سمت شمال غربی حرکت کرد و سرعت آن در ۱۱ سپتامبر 165 mph (265 km/h) بود.در ۱۸ سپتامبر این توفند با سرعت 105 mph (165 km/h) به ایالت کارولینای شمالی و روز بعد به شهر پنسیلوانیا رسید.
این گردباد ۳.۶ میلیارد دلار خسارت به شهرها زد که به احتساب تورم و برای سال ۲۰۰۸ این رقم تا ۴.۲۲ میلیارد دلار افزایش می‌یابد.